# À moi seule
Pour plus de détails, voir Fiche technique et Distribution.
À moi seule est un film écrit et réalisé par Frédéric Videau, sorti en 2012.
Ce film porte sur la séquestration d'enfants, sujet alors médiatisé par plusieurs affaires récentes (notamment l'histoire de Natacha Kampush, échappée à son ravisseur en 2006).

## Synopsis
Vincent, la trentaine, laisse partir Gaëlle, une jeune fille qu'il séquestre depuis plus de huit ans. Les scènes de sa nouvelle vie en liberté vont alterner avec celles de son ancienne vie de prisonnière.

## Fiche technique
- Titre original : À moi seule
- Réalisation et scénario : Frédéric Videau
- Musique : Florent Marchet
- Montage : François Quiquere
- Photographie : Marc Tévanian
- Costumes : Laurence Struz
- Décors : Catherine Mananes
- Son : Emmanuel Croset et François Mereu
- Film dédié à Jacno
- Pays d'origine :  France
- Dates de sortie :
  - Allemagne : 10 février 2012 (Berlinale)
  - France : 4 avril 2012

## Distribution
- Agathe Bonitzer  : Gaëlle Faroult
- Reda Kateb  : Vincent Maillard
- Hélène Fillières  : Anne Morellini, la psychologue
- Noémie Lvovsky  :  Sabine, la mère
- Jacques Bonnaffé  :  Yves, le père
- Grégory Gadebois  :  Frank, l'invité de Vincent
- Marie Payen : Juliette, la passagère du train
- Margot Couture : Gaëlle à dix ans
- Makita Samba : Timothée
- Cyril Troley : Walter
- Pascal Cervo